# Gustavsviks herrgård
Gustavsviks herrgård ligger i Varnums socken väster om Kristinehamn i Värmland, där Vänern bildar där en stor grund vik, Varnumsviken. Herrgården är belägen på dess västra strand. Här i området tror man att ett medeltida centrum har legat. Man har hittat många ättehögar samt en silverskatt, bestående av 300 tyska och anglosaxiska mynt från tiden 980–1030.

## Historik

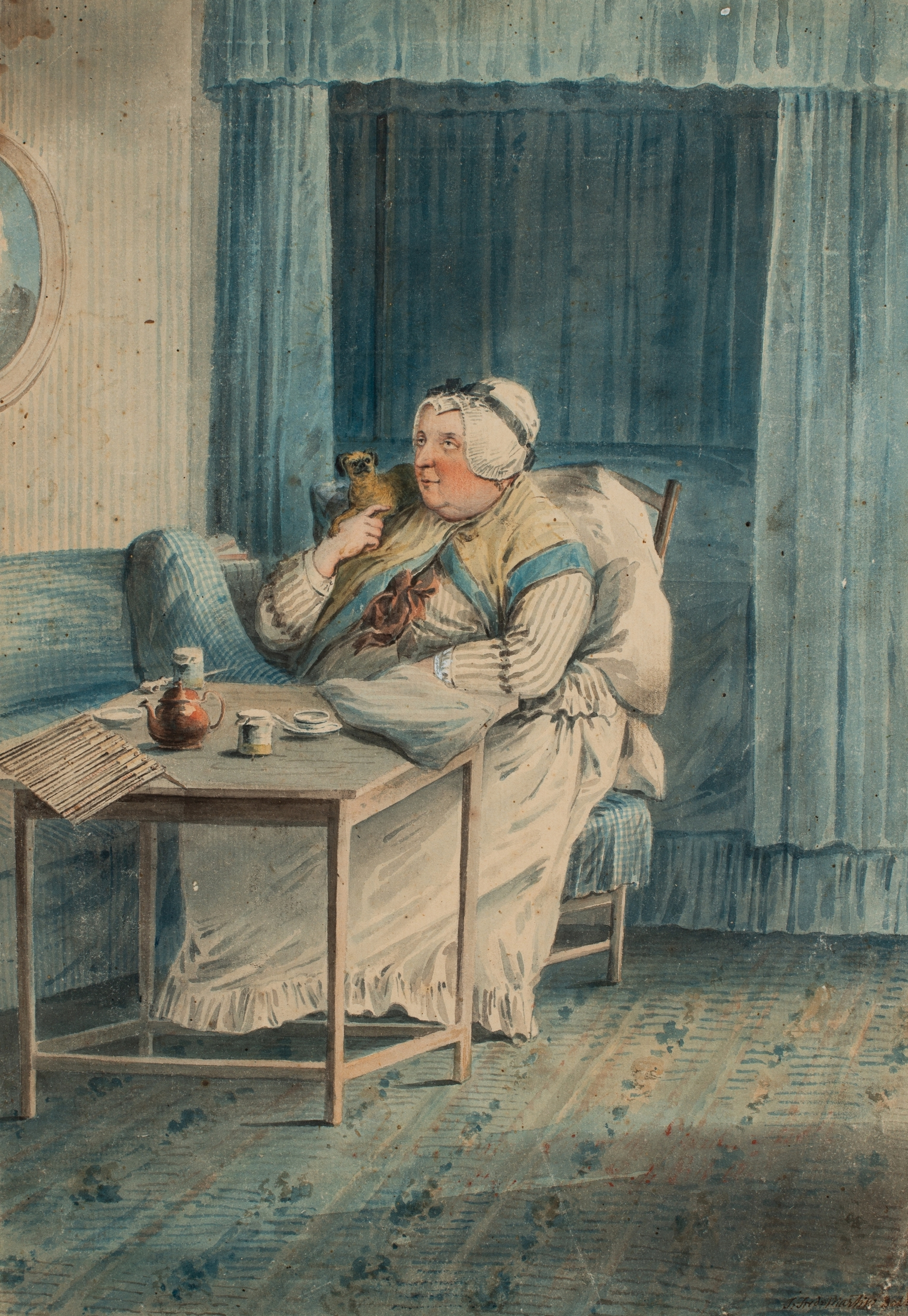
Akvarellmålning över Sara Maria Linroth på Gustavsviks herrgård.

Gustavsviks herrgård hette ursprungligen Vik. Första gången Vik i Varnum med säkerhet nämns är i ett brev skrivet på pergament den 24 februari 1425.
Gården Vik delades upp i mitten av 1500-talet i Västervik och Östervik.
År 1736 såldes gården till släkten Linroth, vilka skulle göra gården ståndsmässig enligt tidens krav. Det var Sara Maria Stedt, änka efter Axel Linroth, som lade grunden för dagens Gustafsvik. Under hennes tid på Gustavsvik, besöktes herrgården av bland andra Gustav III. Georg Adlersparre kom 1809, av en oförutsedd händelse att övernatta på Gustafsvik, där han träffade dottern Louise Linroth och blev förälskad. Här blev han fördröjd i några dagar men gav sig sedan av med sin trupp för att avsätta Gustav IV Adolf i Stockholm. Den 10 september 1809 hölls bröllop på Gustafsvik och senare övergick gården i Adlersparres ägo.
Sonen Rudolf Adlersparre (1819–1908) gjorde området runt herrgården till park med ett dammsystem med öar, lusthus och långa grusbelagda promenadsträckor. Det var även han som byggde Österviks kapell och Gustafsviks kyrkogård. Utgifterna gick dock överstyr och 1885 gick paret Adlersparre i konkurs. Herrgården utbjöds till auktion och samlingarna skingrades. Herrgården inspekterades noggrant vid konkursen och därigenom har man mycket information från denna tid.
Herrgården köptes av släkten Platin vars största intressen låg i att sköta ägorna. Jordbruket förbättrades och han gav huvudbyggnaden och dess flyglar ett slottsliknande utseende efter ritningar av arkitekten Isak Gustaf Clason.
Strax därefter sålde han hela godskomplexet till en dansk ägare som tjänade mycket pengar på att stycka upp Gustafsviks ägor och sälja. Efter ytterligare ett antal ägarbyten togs gården över av Kristinehamns kommun. Huvudbyggnaden brann ner 1967.  
Under ett flertal år på 1990-talet arrangerades ett byggnadsvårdsläger på Gustavsvik.
Sommaren 2016 renoverades en av herrgårdsflyglarna av Ernst Kirchsteiger.
I december 2016 spelades tre av avsnitten i tv-serien Jul med Ernst in i en av herrgårdens flyglar.